# اتحادیه کرالکاتا
اتحادیه کرالکاتا (به لاتین: Keralkata Union) یک منطقهٔ مسکونی در بنگلادش است که در Kalaroa Upazila واقع شده‌است.